# Friedhof Sieker (Bielefeld)
Koordinaten: 52° 0′ 40,2″ N, 8° 33′ 51,9″ O

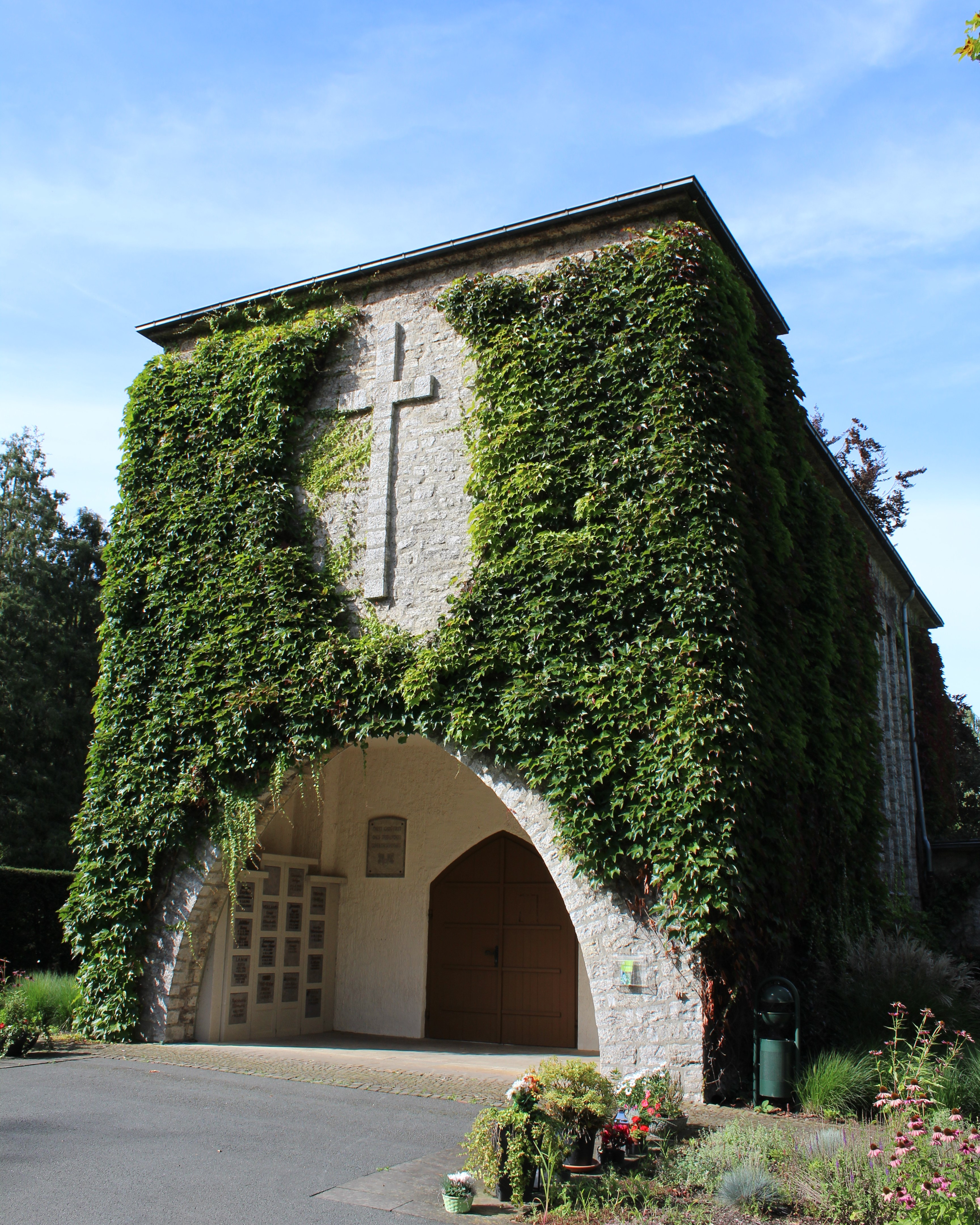
Friedhofskapelle

Der Friedhof Sieker ist ein kommunaler Friedhof in Bielefeld in Nordrhein-Westfalen. Das Areal wurde bereits in der Antike als Grabstätte genutzt.

## Lage
Der Friedhof befindet sich zwischen der Otto-Brenner-Straße und der Oldentruper Straße im Stadtteil Sieker im Stadtbezirk Stieghorst.

## Geschichte
In den 1960er Jahren wurden auf dem heutigen Friedhof Reste von 54 Brandgräbern gefunden, die eine Nutzung als Begräbnisplatz vor etwa 1600 Jahren belegen. Ebenso enthielt der Grabungsplatz eine römische Goldmünze und verschiedene Behälter regionalen und römischen Ursprungs. Etwa 300 Meter neben dem Fundort wurden auch Reste einer antiken Siedlung gefunden. Die Funde können im Historischen Museum Bielefeld und im LWL-Museum für Archäologie in Herne besichtigt werden.
Der eigentliche Friedhof wurde 1909 eröffnet und diente der damaligen Gemeinde Sieker als Bestattungsort. Bis zu jenem Zeitpunkt mussten die Toten in Heepen bestattet werden, was mit einem hohen Aufwand verbunden war. Dem mit der Pflege beauftragten Friedhofsgärtner waren unbelegte Flächen zur Heunutzung freigegeben worden, was bedeutete, dass er seine Ziegen dort weiden lassen durfte. 1928 wurde der Friedhof erweitert. 1931 kam eine schlichte vom Architekten Krüger gestaltete Kapelle hinzu in der ein Kirchenfenster des Künstlers Karl Löwe zu sehen ist.

## Gestaltung
Auf dem Friedhof dominieren Rasengrabstätten, die dem Areal einen parkähnlichen Charakter verleihen. Im südwestlichen und damit ältesten Teil sind die Wege und Gräber strenger geometrisch angelegt als auf dem übrigen Gelände. Die Baumbepflanzungen bestehen in erster Linie aus Laubbäumen.